# Altviller
Altviller (in tedesco Altweiler) è un comune francese di 585 abitanti situato nel dipartimento della Mosella nella regione del Grand Est.

## Società

### Evoluzione demografica
Abitanti censiti